# Filà Muntanyesos
La filà Muntanyesos és una agrupació que participa a les festes de Moros i Cristians d'Alcoi per part del bàndol cristià. La filà fou fundada el 1921 a instàncies de Francisco Laporta Boronat i un grup d'amics vinculats al Cercle Industrial.
En el disseny del seu uniforme, obra de Francisco Zaragoza i Francisco Vicens, destaca la cuirassa composta per més de dos mil xapes d'alumini i que donen la denominació col·loquial de "l'Escata" a la filà.
La comparsa comptava a data de 2022 amb 179 festeros de ple dret. La seu social està situada al Carrer Santa Anna, a Alcoi.